# Karlheinz Frosch
Karlheinz Harald Frosch (* 12. September 1950 in Schwarza) ist ein deutscher Politiker (parteilos, bis 2024 AfD).

## Leben und Beruf
Karlheinz Frosch war von 2007 bis 2017 Geschäftsführer einer Firma zur Herstellung von Wohnraumlösungen mittels Containergebäuden. Danach war er als selbstständiger Unternehmensberater tätig. Er ist verheiratet und konfessionslos.

## Politik
Frosch wurde bei der Landtagswahl in Thüringen 2019 im Wahlkreis Saalfeld-Rudolstadt I als Direktkandidat der AfD mit 29,1 % der Stimmen in den Thüringer Landtag gewählt. Als ältester Abgeordneter eröffnete er die konstituierende Sitzung der siebten Legislaturperiode als Alterspräsident.
Der Landesvorsitzende der AfD Thüringen Björn Höcke errang mehrfach kein Direktmandat in seinem Heimatwahlkreis Eichsfeld, in dem traditionell die CDU stark ist. Nach Meinung des MDR wollte er zur Landtagswahl 2024 im Wahlkreis Saalfeld-Rudolstadt I antreten, in dem Frosch plante erneut für den Landtag zu kandidieren. Im Oktober 2023 wurde Frosch in Zeigerheim bei der Aufstellung der Kommunalwahllisten auf Listenplatz 1 als Spitzenkandidaten für die Kreistagswahl und für die Wahl des neuen Stadtrats in Rudolstadt gewählt.
Im Mai 2024 leitete der AfD-Landesvorstand Thüringen ein Parteiausschlussverfahren gegen Frosch ein. Dem ging ein Streit über die Aufstellung der AfD-Liste für den Kreistag Saalfeld-Rudolstadt im Oktober 2023 voraus. Der Gebietsverband Saalfeld-Rudolstadt strebte eine Wiederholung der Wahl an, weil die Kandidatenliste zu kurz sei und man daher möglicherweise nicht alle Mandate werde besetzen können. Drei Versuche, die Wahl für ungültig zu erklären, scheiterten jedoch vor dem Landgericht Jena. Mit Unterstützung des von Björn Höcke geleiteten AfD-Landesverbandes wurde daraufhin eine eigene Liste aufgestellt, die zur Wahl mit der ursprünglichen AfD-Liste konkurrierte. Der Kreisverband stellte eine Liste unter dem Namen Alternative für den Landkreis Saalfeld-Rudolstadt auf, die auch gegen die Kandidaten auf der originären AfD-Liste antrat. Ab dem 1. Mai 2024 machte der Thüringer Landesparteichef Björn Höcke Werbung gegen die AfD im Landkreis für die Alternative für den Landkreis Saalfeld-Rudolstadt. Am 27. Mai 2024 gab Frosch seinen Parteiaustritt bekannt; zugleich verließ er die Landtagsfraktion.
Bei der Landtagswahl in Thüringen 2024 trat er als parteiloser Einzelkandidat im Wahlkreis Saalfeld-Rudolstadt I an und schied mit einem Ergebnis von 1,6 % der Stimmen aus dem Thüringer Landtag aus.